# Tabanus longus
Tabanus longus är en tvåvingeart som beskrevs av Osten Sacken 1876. Tabanus longus ingår i släktet Tabanus och familjen bromsar. Inga underarter finns listade i Catalogue of Life.